# 루마니아 U-18 축구 국가대표팀
루마니아 U-18 축구 국가대표팀(루마니아어: Echipa națională de fotbal a României Sub-18)은 루마니아를 대표하는 18세 이하의 축구 국가대표팀으로, 루마니아의 축구 관리 기관인 루마니아 축구 연맹의 관리를 받는다. UEFA U-18 축구 선수권 대회에서 1960년에 준우승, 1962년에는 우승을 차지했다.